# شهرستان پرکیویمانز
شهرستان Perquimans (به انگلیسی: Perquimans County) یک منطقهٔ مسکونی در ایالات متحده آمریکا است که در کارولینای شمالی قرار دارد. شهرستان Perquimans ۸۵۲٫۱۱ کیلومتر مربع مساحت دارد.